# Hinterbrühl (München)

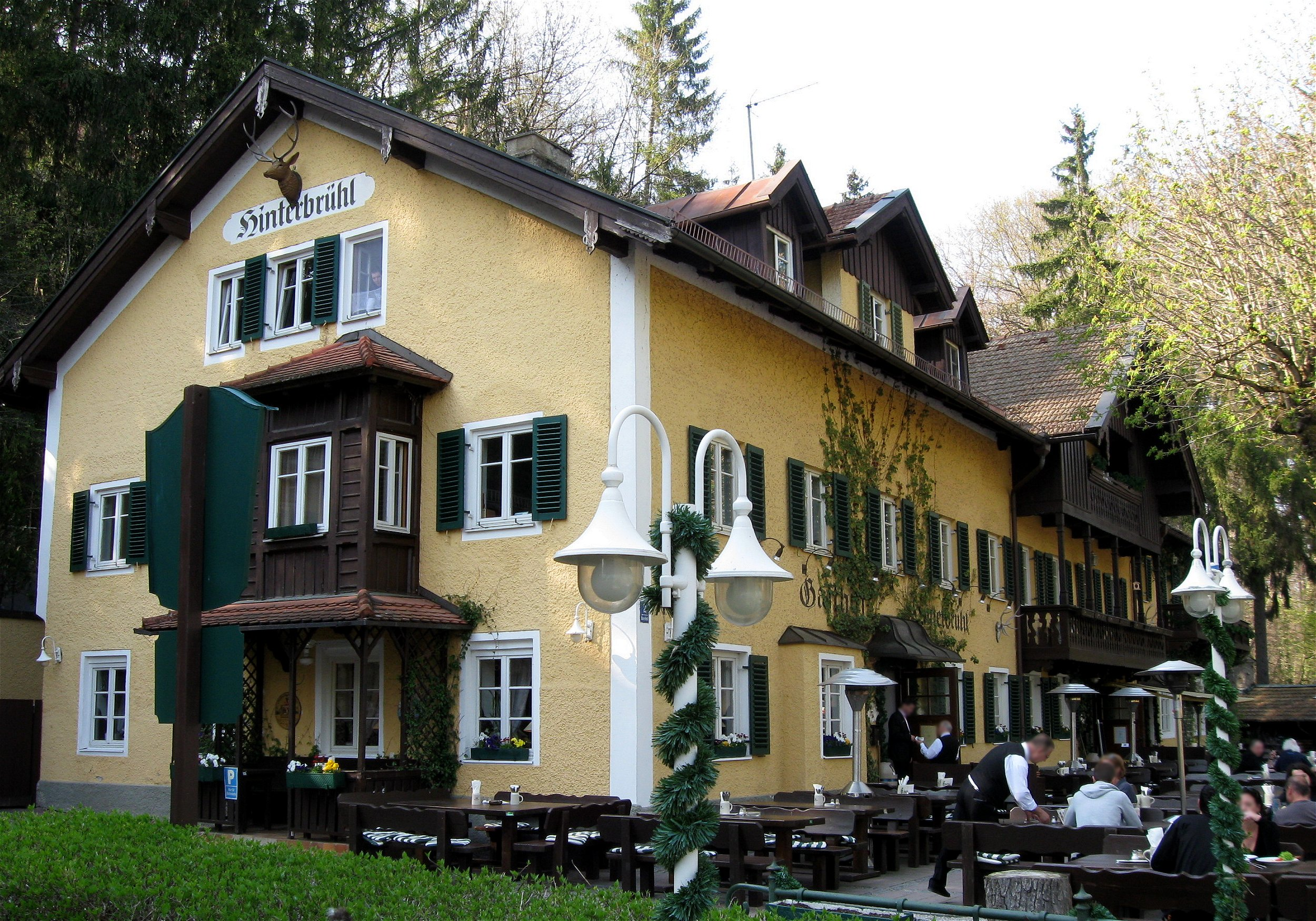
Gasthof Hinterbrühl

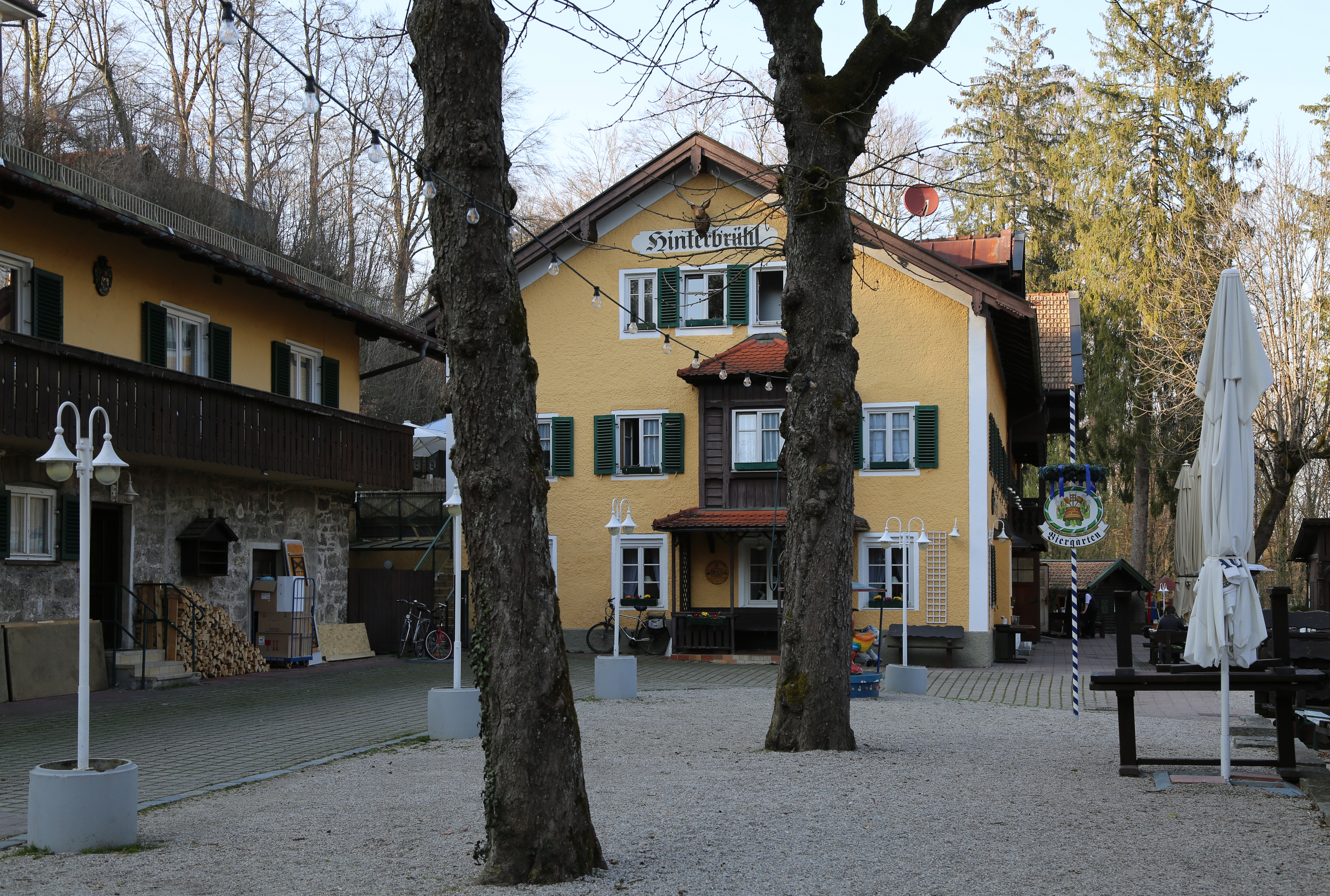
Gasthof Hinterbrühl, 2019

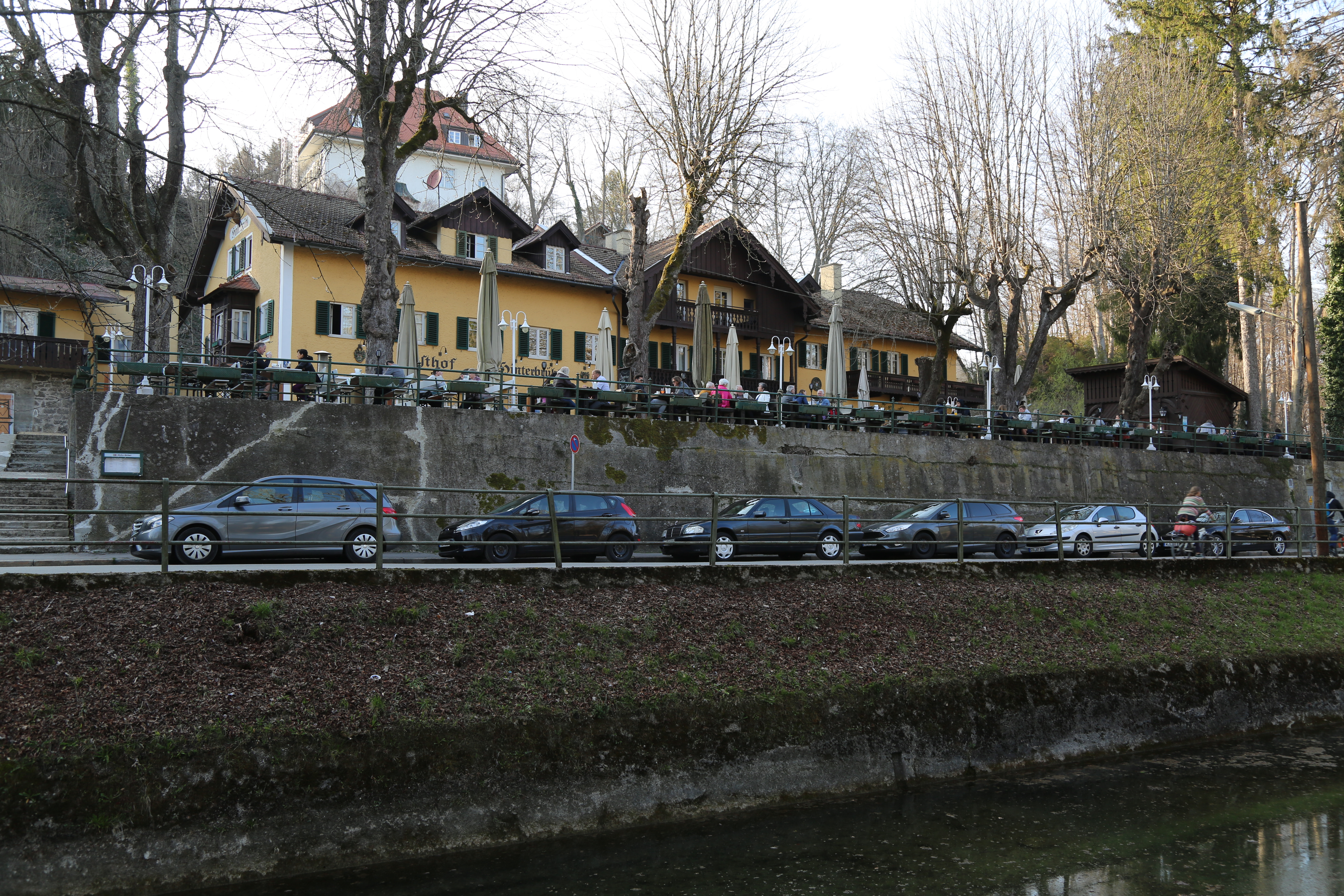
Gasthof über dem Floßkanal

Hinterbrühl ist eine Ortsbezeichnung in München. 

## Lage
Die Einöde liegt im Stadtteil Thalkirchen südlich des Ortsteils Maria Einsiedel zwischen dem Isarhochufer und dem Isar-Werkkanal. Durch das Gebiet verläuft der Floßkanal. Nördlich von Hinterbrühl liegen die Zentrallände und der Golfplatz München Thalkirchen, nach Süden führt eine Straße zur Pullacher Adolf-Wenz-Siedlung. 

## Geschichte
Im 19. Jahrhundert war Hinterbrühl ein Teil der damals noch selbständigen Gemeinde Thalkirchen. Der Name war ursprünglich die Bezeichnung für einen Ökonomiehof, aus dem später der Gasthof Hinterbrühl hervorging. Der Namensbestandteil Brühl deutet auf die Lage in den Isarauen hin. Allmählich ging der Name auch auf die Umgebung über. Im Rahmen der Anlage des Floßkanals und der Zentrallände 1899 und der Verlängerung des Isar-Werkkanals 1906 wurde in dem Winkel zwischen beiden der Hinterbrühler See angelegt. Die Bezeichnung Hinterbrühl wurde mit Wirkung zum 1. Januar 1907 offiziell vom Innenministerium als Toponym anerkannt.

## Beschreibung

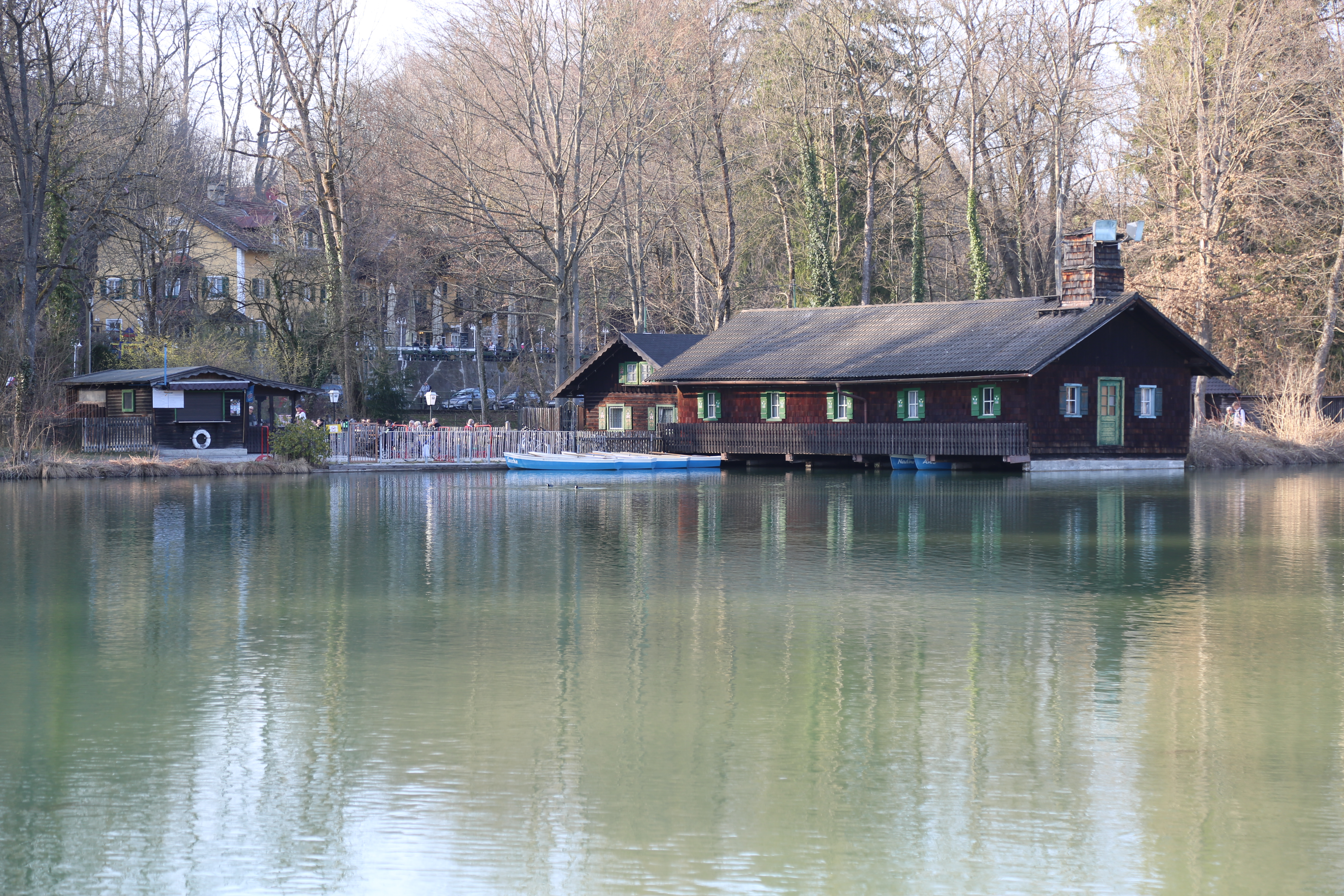
Bootshaus und Biergarten vom See

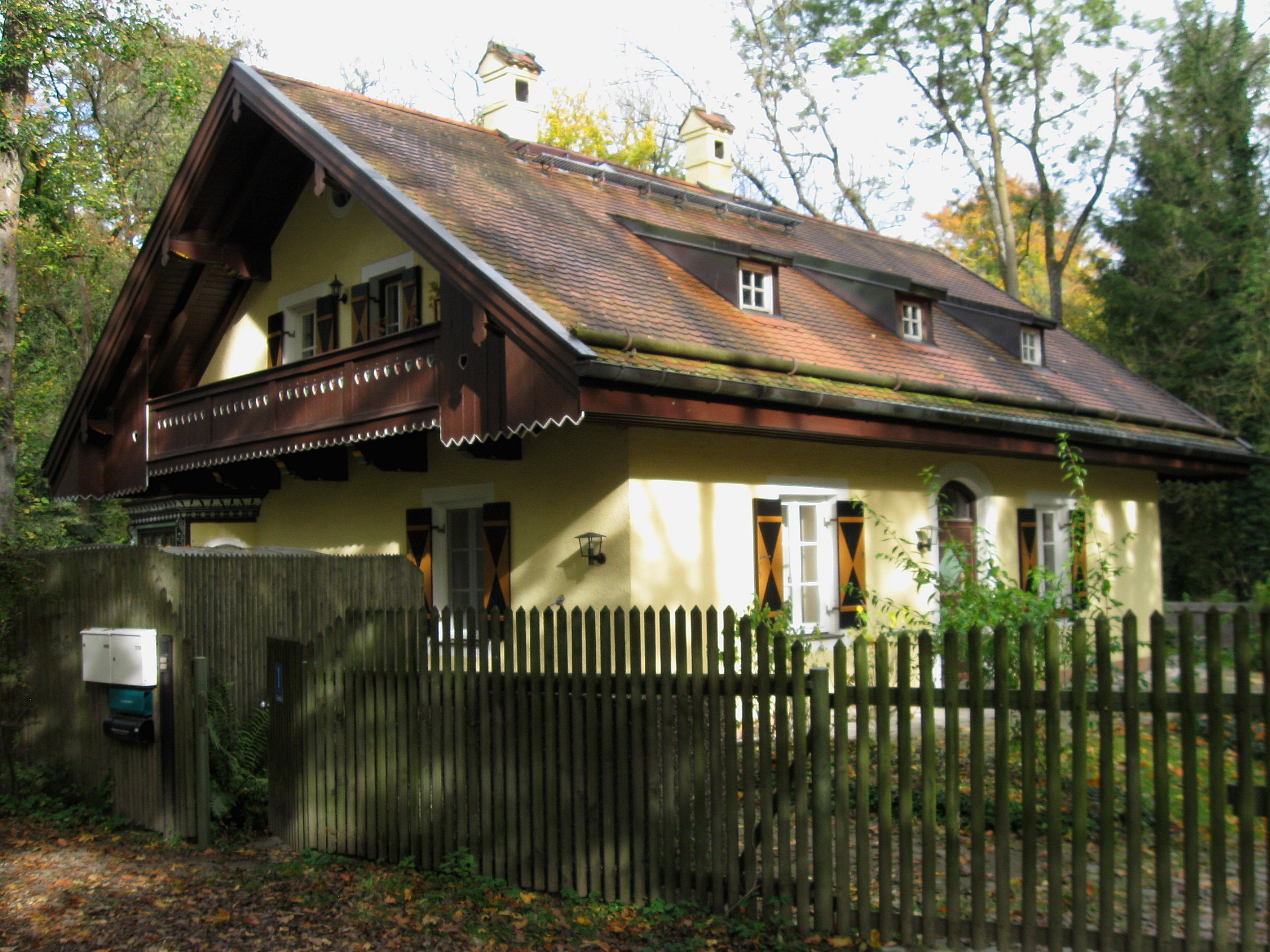
Schleusenwärterhaus Hinterbrühl 1

In Hinterbrühl gibt es nur wenige Bauwerke: den aus dem Ökonomiehof hervorgegangenen Gasthof Hinterbrühl, das 1899 im Zusammenhang mit dem Bau der Zentrallände errichtete Schleusenwärterhaus Hinterbrühl sowie am See ein Bootshaus und die Schänke eines kleinen Biergartens. Ansonsten ist Hinterbrühl eine Parkanlage rund um den Hinterbrühler See und damit Teil einer Kette von Grünanlagen an der Isar-Hangkante, die sich fast durchgehend von Hinterbrühl über den Gierlinger Park und den Neuhofener Berg bis unterhalb des Harras zieht.
Das Gebiet von Hinterbrühl ist Bestandteil des Landschaftsschutzgebiets Isarauen (LSG-00120.09).